# Bual

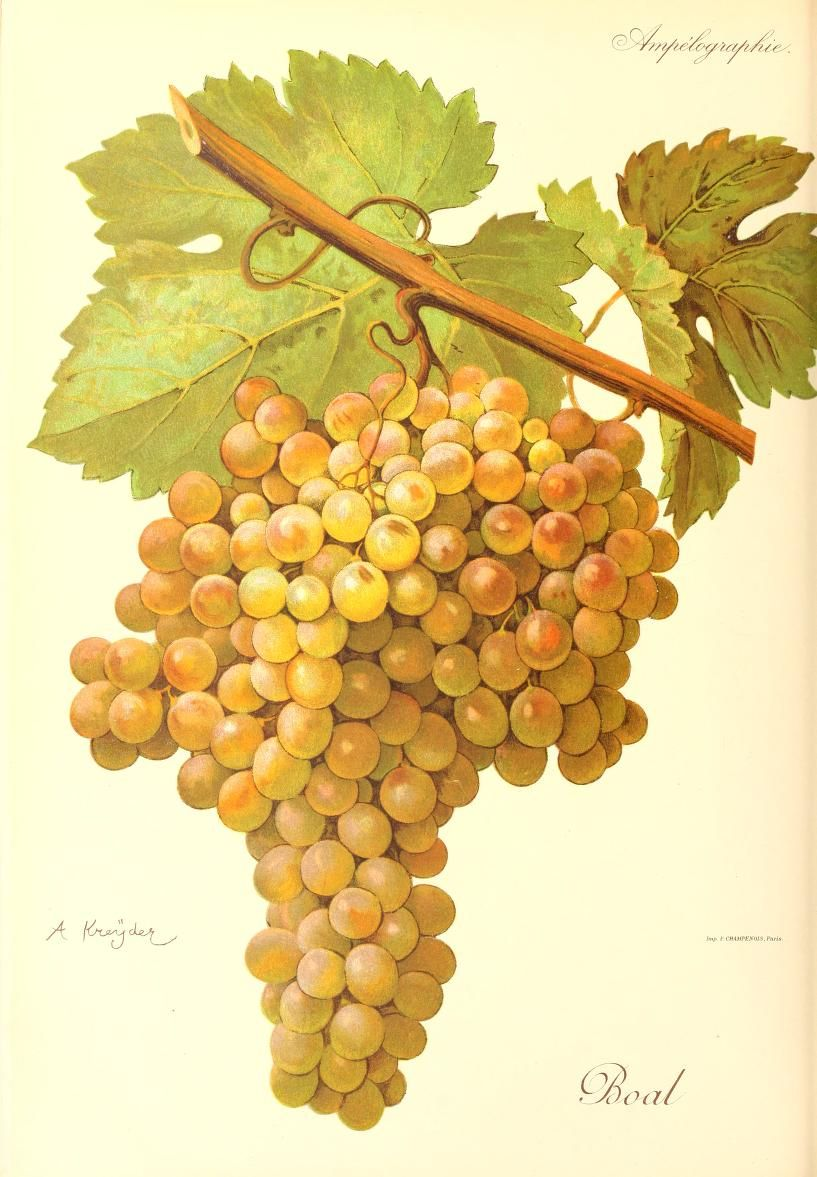
Bual branca ou boal de Madeira

Le bual est une famille de cépages portugais entrant dans la composition de certains vins de Madère, recommandé ou autorisé dans tout le Portugal méridional, considéré comme le meilleur cépage du porto blanc. Il présente un bon niveau de sucre et une grande richesse.
En dépit de ces qualités sa culture est cependant devenue rare.
Il existe plusieurs sous variétés comme le bual branca, le bual cachudo.
Synonymes : boal, boal de Madeira, boal de Santo Porto.